# Vega de Ruiponce
Vega de Ruiponce is een gemeente in de Spaanse provincie Valladolid in de regio Castilië en León met een oppervlakte van 31,37 km². Vega de Ruiponce telt 100 inwoners (1 januari 2016).

## Demografische ontwikkeling
Bron: INE, 1857-2011: volkstellingen